# Dave Williams (rugby à XV)
Pour les articles homonymes, voir Dave Williams et Williams.
Pas d'image ? Cliquez ici

a Compétitions nationales et continentales officielles uniquement.

b Matchs officiels uniquement.
Dernière mise à jour le 22 juin 2009.
David Williams dit Dave Williams, né le 26 novembre 1978 à Boston, est un joueur de rugby à XV international américain de 2004 à 2007, qui évolue au poste de demi de mêlée.

## Biographie
Dave Williams évolue avec le club américain de Boston Irish Wolfhounds, club de sa ville de naissance. Il obtient sa première cape internationale le 27 mai 2004 à l'occasion d'un match contre l'équipe du Canada. Il dispute sa dernière rencontre avec les États-Unis le 2 juin 2007 contre les Canadiens. Il est aujourd'hui assistant de l'équipe des États-Unis des moins de 20 ans,.

## Statistiques en équipe nationale
- 11 sélections
- Sélections par année : 6 en 2004, 1 en 2005, 2 en 2006 et 2 en 2007